# Isola di Salina (Stagno di Lingua)
Isola di Salina (Stagno di Lingua) este o arie protejată (arie specială de conservare — SAC, sit de importanță comunitară — SCI) din Italia întinsă pe o suprafață de 1.234 ha, integral pe uscat.

## Localizare
Centrul sitului Isola di Salina (Stagno di Lingua) este situat la coordonatele 38°32′02″N 14°51′14″E / 38.533889°N 14.853889°E.

## Înființare
Situl Isola di Salina (Stagno di Lingua) a fost declarat sit de importanță comunitară în septembrie 1995 pentru a proteja 1 specie de plante și 51 de specii de animale. Situl a fost protejat și ca arie specială de conservare în decembrie 2015.

## Biodiversitate
Situată în ecoregiunea mediteraneană, aria protejată conține 14 habitate naturale: Tufărișuri halofile mediteraneene și termo-atlantice (Sarcocornetea fruticosi), Pseudostepă cu ierburi și specii anuale de Thero-Brachypodietea, Grohotișuri termofile și vest-mediteraneene, Recifuri, Păduri de Castanea sativa, Lagune de coastă, Păduri de pin mediteraneene cu pini mezogeni endemici, Tufărișuri termo-mediteraneene și de pre-deșert, Câmpuri de lavă și excavații naturale, Galerii și tufărișuri riverane sudice (Nerio-Tamaricetea și Securinegion tinctoriae), Faleze cu vegetație de Limonium spp. endemic de pe coastele mediteraneene, Salicornia și alte specii anuale care populează regiunile mlăștinoase și nisipoase, Vegetație anuală la limita mareei, Pante stâncoase calcaroase cu vegetație casmofită.
La baza desemnării sitului se află mai multe specii protejate:
- plante (1): Dianthus rupicola
- păsări (50): ciocârlie-de-câmp (Alauda arvensis), pescăruș albastru (Alcedo atthis), rață sulițar (Anas acuta), rață pitică (Anas crecca), fâsă-de-câmp (Anthus campestris), stârc roșu (Ardea purpurea), stârc galben (Ardeola ralloides), rață-cu-cap-castaniu (Aythya ferina), Calidris alba, barză albă (Ciconia ciconia), erete de stuf (Circus aeruginosus), erete vânăt (Circus cyaneus), erete cenușiu (Circus pygargus), porumbel (Columba livia), prepeliță (Coturnix coturnix), egretă mică (Egretta garzetta), Falco eleonorae, Falco naumanni, șoim călător (Falco peregrinus), muscar-gulerat (Ficedula albicollis), ciovlica roșcată (Glareola pratincola), scoicar (Haematopus ostralegus), sfrâncioc roșiatic (Lanius collurio), Larus genei, Larus michahellis, sitar de mâl (Limosa limosa), ciocârlie de pădure (Lullula arborea), becațină mică (Lymnocryptes minimus), rață pestriță (Mareca strepera), ciocârlie de bărăgan (Melanocorypha calandra), gaia neagră (Milvus migrans), stârc de noapte (Nycticorax nycticorax), viespar (Pernis apivorus), Phoenicopterus ruber, ploier argintiu (Pluvialis squatarola), Puffinus yelkouan, sitar de pădure (Scolopax rusticola), Spatula clypeata, guguștiuc (Streptopelia decaocto), turturică (Streptopelia turtur), graur (Sturnus vulgaris), silvie de tufiș (Sylvia undata), fluierar de mlaștină (Tringa glareola), fluierar cu picioare verzi (Tringa nebularia), fluierarul cu picioare roșii (Tringa totanus), sturzul viilor (Turdus iliacus), mierlă (Turdus merula), sturz-cântător (Turdus philomelos), sturzul de vâsc (Turdus viscivorus), nagâț (Vanellus vanellus)
- reptile (1): țestoasă bănățeană (Testudo hermanni)

Pe lângă speciile protejate, pe teritoriul sitului au mai fost identificate 39 de specii de plante, 56 de specii de păsări, 4 specii de mamifere, 52 de specii de nevertebrate, 4 specii de reptile.